# NGC 5639
NGC 5639 (другие обозначения — NGC 5639A, UGC 9290, MCG 5-34-51, ZWG 163.61, PGC 51730) — спиральная галактика (Sc) в созвездии Волопас.
Этот объект занесён в новый общий каталог несколько раз, с обозначениями NGC 5639, NGC 5639A.
Этот объект входит в число перечисленных в оригинальной редакции «Нового общего каталога».